# Волкова Клавдія Василівна

Могила Клавдії Волкової

Клавдія Василівна Волкова (6 січня 1909, Шуя (тепер Івановська область, Російська імперія — 23 вересня 1985, Севастополь, УРСР) — російська і українська радянська актриса, народна артистка УРСР (з 1974 року).

## Біографія
У 1925 році закінчила студію Пролеткульту і розпочала творчу діяльність. Член ВКП(б) з 1944 року.
Працювала в театрах Іванова, Ярославля, у 1946–1954 роках — у Київському російському драматичному театрі імені Лесі Українки, з 1955 року — в Севастопольському російському драматичному театрі імені А. Луначарського.
Похована в Севастополі на міському кладовищі «Кальфі».

## Творчість
Театральні ролі:
- Кабаниха («Гроза» О. Островського)
- Турусіна («На всякого мудреця доволі простоти» О. Островського);
- Федора («Останні» М. Горького);
- тітка Тася («Роки блукань» О. Арбузова);
- Анка («Поема про сокиру» М. Погодіна);
- Філумена («Філумена Мартурано» Едуардо де Філіппо);
- Текля («Одруження» М. Гоголя);
- Дульська («Мораль пані Дульської» Г.  апольської).

Ролі у кіно:
- 1969 — Дивні люди (кіноальманах) :: сусідка брата (в титрах К. Волкова);
- 1982 — Ніжність до ревучого звіра :: вахтер;
- 1976 — Народжена революцією (Перевертні) 8-а серія :: епізод.